# Devon Alan
Devon Alan (Los Angeles, 7 luglio 1991) è un attore statunitense, attivo al cinema e alla televisione come attore bambino tra il 1998 e il 2005.

## Biografia
Nato nello Stato della California, il primo film in cui recitò fu Simon Birch del 1998. Per il film Undertow nel 2004 vinse il Young Artist Awards (riconoscimento per il quale l'anno precedente aveva già conseguito una nomination), avendo la meglio sugli altri candidati quali Cameron Bright, Hunter Gomez e Malcolm David Kelly.

## Filmografia

### Attore

#### Cinema
- Simon Birch, regia di Mark Steven Johnson (1998)
- Il mistero di Loch Ness (Beneath Loch Ness), regia di Chuck Comisky (2001)
- Throttle, regia di Atul Sharma (2002)
- It's Better to Be Wanted for Murder Than Not to Be Wanted at All, regia di Marcel Sarmiento (2003)
- Undertow, regia di David Gordon Green (2004)
- The Iris Effect, regia di Nikolay Lebedev (2005)
- Lily, regia di Colin Scott - cortometraggio (2011)
- The Wait, regia di Duncan Ballantine - cortometraggio (2011)

#### Televisione
- Damon – serie TV, 1 episodio (1998)
- Kenan & Kel – serie TV, 1 episodio (1998)
- General Hospital – serie TV, 1 episodio (1999)
- Il dono segreto (Secret of Giving), regia di Sam Pillsbury – film TV (1999)
- La verità nascosta (Missing Pieces), regia di Carl Schenkel – film TV (2000)
- In tribunale con Lynn (Family Law) – serie TV, 1 episodio (2000)
- Eddie, il cane parlante (100 Deeds for Eddie McDowd) – serie TV, 1 episodio (2000)
- MADtv – serie TV, 1 episodio (2000)
- Dharma & Greg – serie TV, 1 episodio (2001)
- CSI - Scena del crimine (CSI: Crime Scene Investigation) – serie TV, 1 episodio (2002)
- E.R. - Medici in prima linea (ER) – serie TV, 1 episodio (2002)
- L'incendiaria (Firestarter 2: Rekindled), regia di Robert Iscove – miniserie TV (2002)
- Blind Justice – serie TV, 1 episodio (2005)

### Sceneggiatore
- Lily, regia di Colin Scott - cortometraggio (2011)

### Produttore
- Lily, regia di Colin Scott - cortometraggio (2011)

## Riconoscimenti
- 2004 – Young Artist Awards
  - Nomination Best Performance in a Short Film per It's Better to Be Wanted for Murder Than Not to Be Wanted at All

- 2005 – Young Artist Awards
  - Miglior performance in un film – Giovane attore non protagonista per Undertow